# Naturschutzgebiet Drüerberg

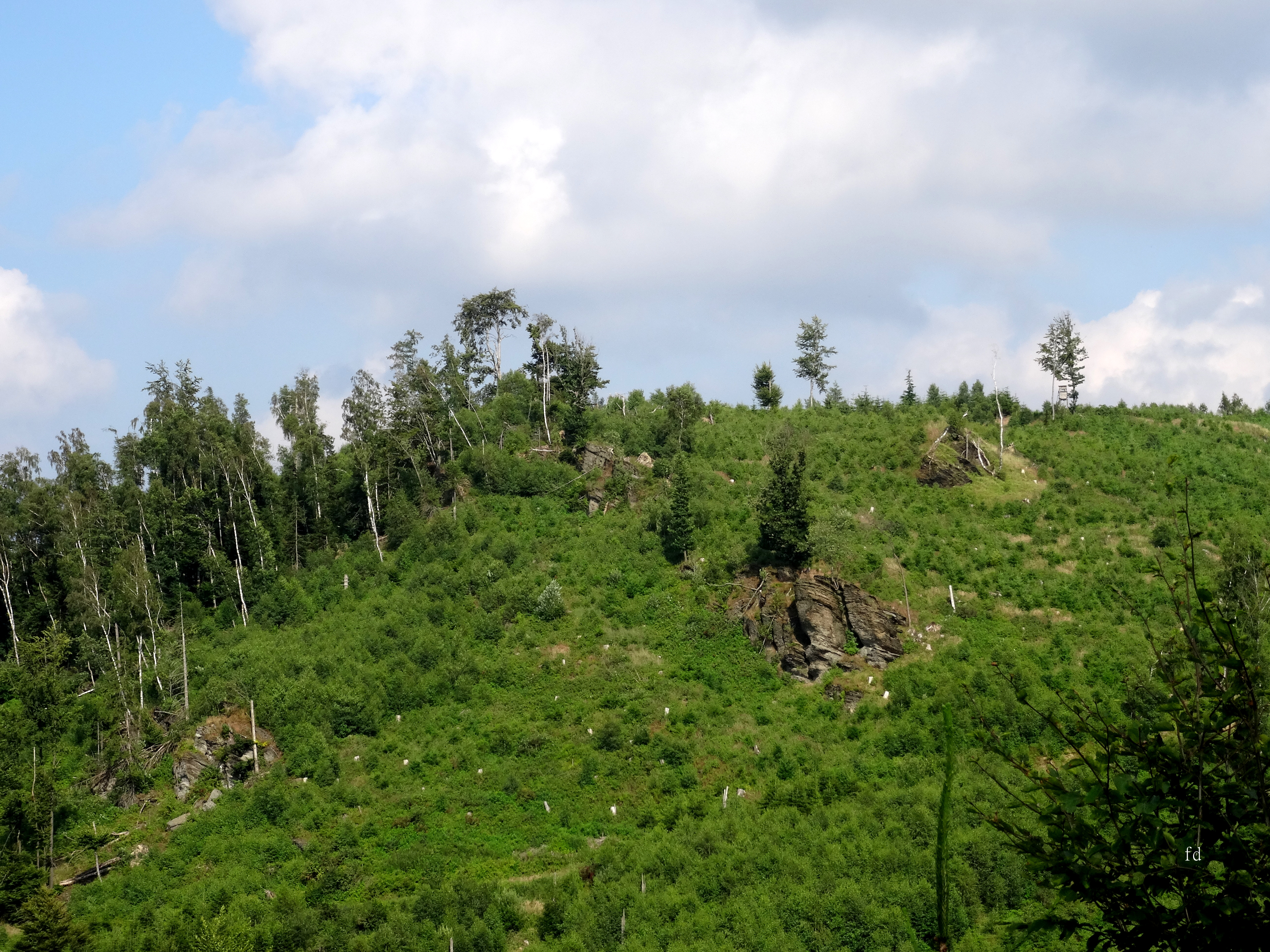
NSG Drüerberg (2014)

Das Naturschutzgebiet Drüerberg mit einer Flächengröße von 10,31 ha liegt südlich von Heinrichsthal im Stadtgebiet von Meschede. Das Gebiet wurde 1994 durch den Kreistag des Hochsauerlandkreises mit dem Landschaftsplan Meschede als Naturschutzgebiet (NSG) mit einer Flächengröße von 2,4 ha und dem Namen Naturschutzgebiet Drürerberg ausgewiesen. Der Name war 1994 bei Erstellung des Landschaftsplanes falsch geschrieben worden. Bei der Neuaufstellung des Landschaftsplanes Meschede wurde das NSG dann mit korrigiertem Namen erneut ausgewiesen und deutlich vergrößert.

## Gebietsbeschreibung
Beim NSG handelt es sich um einen Wald mit Felsen und Blockschutthalden auf dem Bergkamm des Drüerberg. An der Nordseite des Drüerberges sowie auf seinem lang ostwärts auslaufenden Sporn tritt ein Hauptgrünsteinzug zutage. Der Hauptgrünsteinzug bildet in der östlichen Teilfläche des NSG eine eindrucksvolle etwa 500 m lange und bis 15 m 
hohe Felsrippe. Im westlichen Teil des NSG gibt es nur einzelne Felsen. Auf diesem Extremstandort sind Reste der natürlichen Rotbuchengesellschaft mit beigemischten Linden vorhanden. 
Beim Orkan Kyrill am 18./19. Januar 2007 wurden in Bereich des NSG große Fichtenbestände umgeworfen. Bei den Aufforstungen wurde überwiegend heimisches Laubholz gepflanzt. Stellenweise gibt es an den Klippen Farne, Flechten und Moose. 
Im NSG kommen Rote-Liste-Pflanzenarten vor. Das NSG steht überwiegend unter dem gesetzlichen Biotopschutz nach § 30 BNatSchG.

## Schutzzweck
Zum Schutzzweck des NSG führt der Landschaftsplan neben den normalen Schutzzwecken für alle NSG im Landschaftsplangebiet auf: „Erhaltung und weitere Optimierung eines geologisch bedingten Sonderstandortes, der sowohl der Lebensraumvielfalt zugute kommt als auch den landeskundlich / naturgeschichtlich interessanten „Hauptgrünsteinzug“ erfahrbar macht, der sich auf großer Länge (und örtlich zusammen mit einem parallelen Korallenkalkzug) auf der südlichen Ruhrtalflanke entlang zieht; Sicherung der besonderen Eigenart dieses Bereichs auch im Interesse der landschaftlichen Vielfalt im Nah(-erholungs-)bereich des Ruhrtal-Siedlungsschwerpunktes.“